# Aimery V de Thouars
Aimery V de Thouars est né vers 1095 et il meurt en 1127. Ce serait le fils de Geoffroy III (fils d'Aimery IV) et d'Ameline ; mais l'historien Jacques Duguet (cf. l'article Thouars) établit qu'aux environs de 1120 se manifeste un vicomte (associé) Geoffroy, alors octogénaire, marié avec une Amelina et père d'un Aimery (qui serait donc Aimery V) et d'un Geoffroy. Le vicomte associé Geoffroy, né vers 1040, serait le plus jeune des frères d'Aimery IV, et donc un oncle paternel d'Arber/Herbert II et Geoffroi III de Thouars. Des actes de l'abbaye Saint-Laon de Thouars (l'actuel hôtel de ville de Thouars) montrent qu'il est le père d'Aimery V.
- 14e vicomte de Thouars : 1123-1127

Il succèderait à "son père" (ou donc cousin germain) Geoffroy III, lui-même frère puîné et successeur d'Arbert/Herbert II. Le futur Aimery VI (fils d'Arbert/Herbert II et neveu de Geoffroi III) doit être encore mineur. On soupçonne un conflit entre Aimeri V, qui entend se maintenir, et le futur Aimeri VI, qui revendique la succession de son père. L'assassinat d'Aimeri V serait ainsi la conclusion de ce conflit : Aimery V est mort assassiné en 1127 dans le château de Thouars, assassiné par des proches qu'on imagine commandités par son cousin Aimery VI.
Aimery avait épousé Agnès de Poitiers, la fille de Guillaume IX d'Aquitaine et Philippe de Toulouse ; ils eurent pour enfants :
- Guillaume Ier (1120-1151) ;
- Geoffroy IV (1125-1173) ;
- Gui de Thouars d'Oiron, qui épousera Jeanne de Beauffort, fille de Bouchard de Beauffort, dame de Beaufort et de Noyelle-Wion. Les descendants de Gui (ou Guy) et Jeanne reprennent le patronyme de leur mère Jeanne et constituent les ancêtres des Beauffort ;
- [Albert de Thouars] ?